# Wahlen in Bulgarien
Nach dem Ende der kommunistischen Ära fanden ab 1990 allgemeine und freie Wahlen in Bulgarien statt.

## Geschichte bis zur Wende
Am 16. April 1879 wurde mit der Verfassung von Tarnowo die erste demokratische Verfassung verabschiedet. Diese sah freie Wahlen vor.
Im September 1944 besetzten sowjetische Truppen Bulgarien und brachten das Land schnell unter sowjetischen Einfluss, unter anderem durch die Ermordung tausender Menschen, vor allem aus der Elite des Landes. Nach dem Ende des Zweiten Weltkriegs wurde Bulgarien Teil des Ostblocks (Gründungsmitglied RGW und Warschauer Pakt) und ein kommunistischer Einparteienstaat, in dem nur Scheinwahlen stattfanden.
Am 18. November 1945 wurde diese Machtübernahme formell durch die scheindemokratische Wahl des Parlaments (der „Volksversammlung“) legitimiert. Kurz nach der Gründung der Volksrepublik Bulgarien fand am 27. Oktober 1946 eine weitere Wahl statt, ebenso am 18. Dezember 1949, 20. Dezember 1953, 22. Dezember 1957, Dezember 1962, 27. Februar 1966, 27. Juni 1971, 30. Mai 1976, 7. Juni 1981 und 8. Juni 1986 (die Verfassung vom 18. Mai 1971 (Artikel 6 (2)) verlängerte die Wahlperiode von vier auf fünf Jahre).
Nach der freien Wahl am 17. Juni 1990 endete die kommunistische Ära.

## Parlamentswahl 1990
Bei der ersten freien Wahl (zur 7. Großen Nationalversammlung am 10. und 17. Juni 1990) waren 6.976.620 Menschen wahlberechtigt. Es gingen 6.124.501 Menschen zur Wahl, dies entspricht einer Wahlbeteiligung von 87,79 %. 40 Parteien hatten sich zur Wahl registrieren lassen.
Stärkste Kraft wurde die Bulgarische Sozialistische Partei (BSP/Block KzB) mit 47,15 % und 211 Parlamentssitzen. Ihr folgte an zweiter Stelle die Union Demokratischer Kräfte (SDS/ Block UDF) mit 36,21 % und 144 Sitzen, die Bauernpartei (BZNS/Block UDF) mit 8,03 % und 16 Sitzen, die Bewegung für Recht und Freiheiten (DPS/Block DPS) mit 6,02 % und 23 Sitzen. Das Parlament bestimmte Schelju Schelew (UDF) zum Präsidenten.

## Parlamentswahl 1991
Bei der Wahl zur 36. Nationalversammlung am 19. Oktober 1991 waren 6.790.006 Menschen wahlberechtigt. Es gingen 5.540.837 Menschen zur Wahl, dies entspricht einer Wahlbeteiligung von 81,60 %. Es waren 38 Parteien und 17 unabhängige Kandidaten registriert.
Stärkste Kraft wurde die Union Demokratischer Kräfte (SDS/Block ODS) mit 34,36 % und 110 Sitzen. Ihr folgte die Bulgarische Sozialistische Partei (BSP/Block KzB) mit 33,14 % und 106 Sitzen, die Bauernpartei (BZNS/Block KzB) mit 3,86 % und null Sitzen und die Bewegung für Recht und Freiheit (DPS/Block DPS) mit 7,55 % und 24 Sitzen.

## Präsidentschaftswahl 1992
Amtsinhaber Schelju Schelew erhielt in der ersten Direktwahl eines Staatspräsidenten die absolute Mehrheit der Wählerstimmen.

## Parlamentswahl 1994
Bei der Wahl zur 37. Nationalversammlung am 18. Dezember 1994 waren 6.997.954 Menschen wahlberechtigt. Es gingen 5.202.065 Menschen zur Wahl, dies entspricht einer Wahlbeteiligung von 74,34 %. Es waren 48 Parteien und 8 unabhängige Kandidaten registriert.
Stärkste Kraft wurde die BSP/BANU-Stambolijski/Ecoglasnost-Allianz (Dem. Linke/Block KzB) mit 43,5 % und 125 Sitzen. Ihr folgten die Vereinten Demokratischen Kräfte (Block ODS) mit 24,23 % und 69 Sitzen, die Volksunion (BANU/Demokratische Partei Block ODS) mit 6,51 % und 18 Sitzen, der Bulgarische Business Block (BBB/Block BBB) mit 4,73 % und 13 Sitzen und die Bewegung für Recht und Freiheit (DPS/Block NSU) mit 5,44 % und 15 Sitzen.

## Präsidentschaftswahl 1996
Schelju Schelew trat nach über sechs Jahren im Amt nicht mehr zur Wahl an, da ihm die politische Rückendeckung durch die Union Demokratischer Kräfte (SDS) fehlte. In der Direktwahl des Staatspräsidenten entschieden sich die stimmberechtigten Bulgaren für den SDS-Kandidaten Petar Stojanow, der sein Amt im Januar 1997 antrat.

## Parlamentswahl 1997
Bei der Wahl zur 38. Nationalversammlung am 19. April 1997 waren 6.900.000 Menschen wahlberechtigt. Es gingen 4.274.654 Menschen zur Wahl, dies entspricht einer Wahlbeteiligung von 70 %. Es waren 48 Parteien und 8 unabhängige Kandidaten registriert.
Stärkste Kraft wurde die Union Demokratischer Kräfte (SDS/Block ODS) mit 52,26 % und 125 Sitzen. Ihr folgte BSP/BANU-Stambolijski/Ecoglasnost-Allianz (Dem. Linke/Block KzB) mit 22,07 % und 58 Sitzen, die Allianz für Nationale Rettung (-/ Block NSU) mit 7,6 % und 19 Sitzen, Die Eurolinke (-/BE) mit 5,5 % und 14 Sitzen, die Volksunion (BANU/Demokratische Partei Block ODS) mit – % und 14 Sitzen und der Bulgarische Business Block (BBB/Block BBB) mit 4,93 % und 12 Sitzen.

## Wahlen 2001

### Parlamentswahl
Bei der Wahl zur 39. Nationalversammlung am 17. Juni 2001 waren 6.900.000 Menschen wahlberechtigt. Es gingen 4.568.191 Menschen zur Wahl, dies entspricht einer Wahlbeteiligung von 70 %. Es waren 40 Parteien registriert.
Stärkste Kraft wurde die Nationale Bewegung Simeon II. (NMS II/NMS II) mit 42,74 % und 120 Sitzen. Ihr folgte die Union Demokratischer Kräfte (SDS/Block ODS) mit 18,18 % und 51 Sitzen, BSP/BANU-Stambolijski/Ecoglasnost-Allianz (Dem. Linke/Block KzB) mit 17,15 % und 48 Sitzen, die Bewegung für Recht und Freiheit (DPS/Block NSU) mit 7,45 % und 21 Sitzen und Gergiovden (G-VMRO/-) mit 3,63 %.

### Präsidentschaftswahl
siehe Georgi Parwanow#Präsident

## Parlamentswahl 2005
Die Parlamentswahl für die 40. Nationalversammlung fand am 25. Juni 2005 statt. Die konservative Regierung erlitt eine Niederlage, nachdem die BSP erneut stärkste Kraft wurde. Die SDS verlor ebenfalls empfindlich nach einer Zersplitterung in mehrere kleinere Parteien, die jedoch alle im Parlament vertreten sein werden. Die Mehrheitsverhältnisse sorgten für eine langwierige und schwierige Regierungsbildung, nachdem selbst eine Koalition mit der Bewegung für Bürgerrechte und Freiheiten DPS (Движение за права и свободи, ДПС) der ethnischen Türken, die absolute Mehrheit verfehlte. Schließlich bildete Wahlsieger Sergei Stanischew (BSP) eine große Koalition mit NDSV und DPS, die über 169 von 240 Sitzen verfügte. Wesentlicher Kern der Regierungspolitik war die Kontinuität und Fortführung der Zusammenarbeit mit der EU-Kommission am beschlossenen Beitritt.
Negativ und großenteils schockiert zeigte sich die Öffentlichkeit über den spontanen Erfolg der Koalition „Attacke“ (bulg. Атака), die einen nationalistischen und NATO-feindlichen Wahlkampf führte und auch sonst radikale Positionen vertrat. Die Wahlbehörde musste diese zur Teilnahme an der Wahl zulassen, führt jedoch gemeinsam mit der Staatsanwaltschaft wegen der Art des Wahlkampfs Ermittlungen gegen mehrere Mitglieder der Wahlinitiative wegen des Verdachts der Förderung ethnischer Feindseligkeiten.

## Präsidentschaftswahl 2006
Im Oktober 2006 – kurz vor dem Beitritt zur Europäischen Union – fand eine Präsidentschaftswahl statt. Damit verknüpfte Staatspräsident Georgi Parwanow Wahlkampf und -entscheidung mit der Regierungspolitik, obwohl dem Präsidenten nur eine repräsentative Rolle zukommt. Keiner der Kandidaten stellte den EU-Beitritt in Frage,
der Vorsitzende und Kandidat der „Partei Ataka“, Wolen Siderow lehnte aber die NATO ab und forderte mehr Bürgerentscheide. Er belegte den zweiten Platz. Parwanow erhielt fast 2/3 der abgegebenen Stimmen, musste jedoch wegen des strengen Wahlrechts zur Stichwahl antreten. Erforderlich ist bei der Wahl des Staatspräsidenten im ersten Wahlgang eine Mindestbeteiligung von 50 % der Wahlberechtigten, die er nicht erreichte. In der Stichwahl stellten sich alle Regierungs- und Oppositionsparteien mit Ausnahme von Attaka hinter Parwanow und trugen so zur Niederlage Siderows bei. Parwanow erhielt 73,4 % der Stimmen und wurde damit im Amt bestätigt.

## Europawahl 2007
Da Bulgarien und Rumänien 2007 der Europäischen Union beitraten, fanden dort Wahlen zum 6. Europaparlament 2007 statt. In der übrigen Union fanden sie bereits 2004 statt.

## Wahlen 2009

### Europawahl 2009
Die Europawahl 2009 am 7. Juni wurde in Bulgarien von der Partei GERB mit 24,36 % gewonnen. Weitere Parteien und Koalitionen, die die 6 % überwanden, waren: „Koalition für Bulgarien“ (Bulgarische Sozialistische Partei, Bulgarische Kommunistische Partei, Partija Roma, Dwischenie za Sozialen Humanizam, Agrarunion Al. Stambolijski, Partei Nowa Sora) mit 18,50 %; Bewegung für Rechte und Freiheiten (DPS) mit 14,14 %; Partei Ataka mit 11,96 %; Nationale Bewegung für Stabilität und Fortschritt (NDSW) mit 7,96 %; Blaue Koalition mit 7,95 %. Das Wahlbündnis der zwei gleichnamigen Parteien „Lider-Nowoto Wreme“ verfehlte mit 5,70 % den Einzug ins Europaparlament. Das Wahlbündnis „Napred“ (VMRO-BND, Gergjowden, Vereinte Volkspartei, Volks-Agrarunion) gewann 2,25 %.
Überraschend kam dabei der Wahlerfolg von NDSW, was man mit der Popularität der Spitzenkandidatin, Europakommissarin Meglena Kunewa, zu erklären versuchte.
Nach der Ratifizierung des Vertrages von Lissabon wird Bulgarien über 18 Europaabgeordnete verfügen, bis dahin jedoch 17. Die Partei GERB stellt somit 5, die „Koalition für Bulgarien“ 4, DPS 3, Ataka und NDWS je 2 und die Blaue Koalition 1 (+ 1 nach der Ratifizierung des Vertrages von Lissabon).

### Parlamentswahlen 2009
Die Parlamentswahlen fanden am 5. Juli 2009 statt. Für die Parlamentswahlen wurden auch 252 Wahllokale im Ausland eröffnet, 123 davon in der Türkei. Zum ersten Mal wurden 31 der 240 Abgeordneten nach dem Prinzip der Mehrheitswahl gewählt.
Nach der Bekanntmachung der endgültigen Wahlergebnisse seitens der Wahlkommission sind bei einer Sperrklausel von 4 % sechs Partien und Koalitionen im 41. Narodno Sabranie vertreten. Die Wahlbeteiligung lag bei 60,2 %, was 4.226.194 gültigen Wählerstimmen entsprach. Deutlicher Wahlsieger war die Partei GERB von Bojko Borissow, die knapp 40 Prozent der abgegebenen Stimmen erhielt sowie 26 der per Mehrheitswahl gewählten Abgeordneten stellen konnte. Als Koalitionspartner der GERB-Partei gilt die rechte, antikommunistische Blaue Koalition (15 Mandate). Auch die Partei Ordnung, Sicherheit und Gerechtigkeit (10 Mandate) ist möglicher Partner der GERB. Beide hatten im Wahlkampf die Bekämpfung der im Land weit verbreiteten Korruption zum Hauptthema gemacht.
Zweitstärkste Partei wurde mit 17,70 % die Koalition für Bulgarien (BSP, BKP), geführt vom Parteivorsitzenden der bulgarischen Sozialisten (BSP) und regierenden Ministerpräsidenten Sergei Stanischew. Nach der schweren Niederlage sind die bislang regierenden Sozialisten (Ex-Kommunisten) danach mit nur 40 Abgeordneten vertreten, was das schlechteste Ergebnis in ihrer Geschichte darstellt. Kritiker der Parteiführung aus der Partei nennen eine zu große Annäherung an die DPS, der Korruption in großem Maße vorgeworfen wird, Vetternwirtschaft und nicht zuletzt eine Distanz zur eigenen Parteibasis als Gründe für das Ergebnis.
Die drittstärkste Partei im Parlament bleibt die Bewegung für Rechte und Freiheiten (DPS). Die „Türkenpartei“ konnte über 600.000 Wähler überzeugen und die rechtlichen fünf durch Mehrheitswahl vergebenen Mandate für sich gewinnen. Vor allem konnte sie auf die Stimmen der islamischen Minderheiten (Türken, Pomaken), sowie Roma und Sinti im Land zählen. Die DPS konnte dabei mehr als 100.000 Wählerstimmen aus dem Ausland für sich gewinnen, vor allem von der in der Türkei lebenden bulgarisch-türkischen und pomakischen Gemeinschaft. Jedoch wurde ihr auch Wahlmanipulation in den von ihr dominierten Gebieten vorgeworfen.
Die nationalistische Partei Ataka war im Parlament mit 21 Abgeordneten vertreten.
Die bisher mitregierende liberale Nationale Bewegung für Stabilität und Fortschritt des Ex-Zaren Simeon Sakskoburggotski scheiterte an der Vier-Prozent-Hürde. Als Konsequenz erklärte Simeon Sakskoburggotski schon am Tag nach der Wahl seinen Rücktritt als Parteichef.

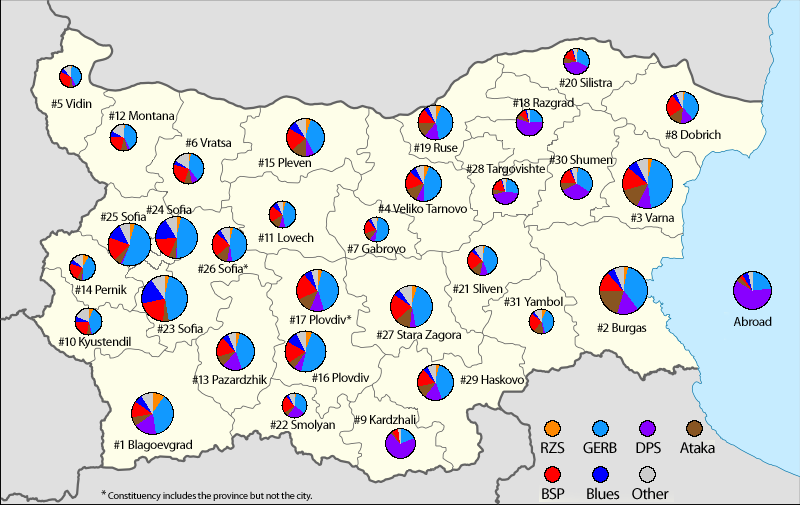
Ergebnisse nach Oblasten

| Partei / Koalition                    | Stimmen   | Prozente | Abgeordnete   |
| ------------------------------------- | --------- | -------- | ------------- |
| Gerb                                  | 1.678.641 | 39,72 %  | 116 (90 + 26) |
| Koalition für Bulgarien               | 748.147   | 17,70 %  | 40            |
| DPS                                   | 610.521   | 14,45 %  | 38 (33 + 5)   |
| Ataka                                 | 395.733   | 9,36 %   | 21            |
| Blaue Koalition                       | 285.662   | 6,76 %   | 15            |
| Ordnung, Sicherheit und Gerechtigkeit | 174.582   | 4,13 %   | 10            |
| Gesamt                                | 4226194   |          | 240           |

### Kommunalwahlen 2009
2009 fanden in einigen Gemeinden, darunter Sofia, vorgezogene Kommunalwahlen statt.

## Wahlen 2011

### Präsidentschaftswahl 2011
Am 23. Oktober 2011 wurden die Präsidentschafts- und Kommunalwahlen gleichzeitig durchgeführt. Die Stichwahl zur Präsidentschaftswahl fand am 30. Oktober 2011 statt.

### Kommunalwahl 2011
Gleichzeitig mit den Präsidentschaftswahlen finden in allen 264 Gemeinden Gemeinderäte-, Stadträte- und Bürgermeisterwahlen statt. In zwei der vier größten Städte wird die regierende Partei GERB mit ihren amtierenden Bürgermeistern (Sofia – Jordanka Fandakowa und Burgas – Dimitar Nikolow) ins Rennen gehen. GERB unterstützt ebenfalls den amtierenden Bürgermeister von Warna – Kiril Jordanow, der als unabhängiger Kandidat antritt. Die größte Anzahl von Kandidaten für einen Bürgermeisterposten wurden mit 47 Kandidaten in der Hafenstadt Burgas registriert.
In 14 der 27 Regionalhauptstädte stellt GERB künftig die Bürgermeister: Sofia, Warna, Plowdiw, Stara Sagora, Blagoewgrad, Plewen, Ruse, Weliko Tarnowo, Silistra, Smoljan, Jambol, Burgas, Dobritsch, Gabrowo. Die Sozialisten (BSP) eroberten hier lediglich 6 (Widin, Wraza, Lowetsch, Rasgrad, Schumen, Targowischte) und zeigten erneut, dass ihre Stärke nach wie vor auf dem Land und in kleineren Städten ist. Von der Blauen Koalition aufgestellte Kandidaten setzten sich in Kjustendil, Montana und Pasardschik durch.

## Wahlen 2013

### Parlamentswahl 2013
Die vorgezogene Wahl für das 42. Narodno Sabranie fanden am 12. Mai 2013 statt. Die vormals teilweise eingeführte Mehrheitswahl (die bei der Wahl 2009 31 der 240 Abgeordneten bestimmt hatte) wurde 2012 abgeschafft.
Folgende vier Teilnehmer überwanden die Sperrklausel von 4 %: die drei Parteien GERB, DPS, Ataka und die Koalition für Bulgarien.
Zum ersten Mal sind im Narodno Sabranie weder die in den 1990er Jahren einflussreiche Partei SDS noch ihre Abspaltungen vertreten.
| Partei / Koalition      | Stimmen   | Prozente | +/- % | Abgeordnete | +/- Sitze |
| ----------------------- | --------- | -------- | ----- | ----------- | --------- |
| GERB                    | 1 081 605 | 30,54 %  | −9,18 | 97          | −20       |
| Koalition für Bulgarien | 942 541   | 26,61 %  | +8,95 | 84          | +44       |
| DPS                     | 400 466   | 11,31 %  | −3,14 | 36          | −1        |
| Ataka                   | 258 481   | 7,3 %    | −2,06 | 23          | +2        |
| Sonstige                | 858 652   | 24,24 %  |       | —           |           |

## Wahlen 2014

### Europawahl 2014
| Partei/Wahlbündnis                                                | Sitze | Europapartei/-Fraktion                                                                         |
| ----------------------------------------------------------------- | ----- | ---------------------------------------------------------------------------------------------- |
| GERB                                                              | 5     | Europäische Volkspartei                                                                        |
| Koalition für Bulgarien – Bulgarische Sozialistische Partei (BSP) | 3     | Sozialdemokratische Partei Europas                                                             |
| Bewegung für Rechte und Freiheiten (DPS)                          | 3     | Allianz der Liberalen und Demokraten für Europa                                                |
| Koalition der vereinten Demokraten (KOD) 4                        | 2     | Allianz der Liberalen und Demokraten für Europa/Sozialdemokratische Partei Europas (teilweise) |
| Nationale Front für die Rettung Bulgariens (NFSB)                 | 1     | Europa der Freiheit und der Demokratie                                                         |
| Alternative für die Bulgarische Wiedergeburt (ABW)                | 1     | keine (1 MEP in der S&D-Fraktion)                                                              |
| Reformistischer Block 1                                           | 1     | Europäische Volkspartei (teilweise)                                                            |
| Blaue Koalition                                                   | 1     | Europäische Volkspartei                                                                        |

### Parlamentswahl 2014
Das wegen eines Parteienstreits um die Aufstockung des Staatsetats 2014 gelähmte bulgarische Parlament war im August vorzeitig aufgelöst worden. Nach dem Rücktritt der sozialistisch dominierten Regierung verzichteten alle Parteien auf die Bildung eines neuen Kabinetts.
Die vorgezogene Wahl für das 43. Narodno Sabranie fand am 5. Oktober 2014 statt.
| Partei / Koalition      | Stimmen   | Prozente | +/- %    | Abgeordnete | +/- Sitze |
| ----------------------- | --------- | -------- | -------- | ----------- | --------- |
| GERB                    | 1.072.491 | 32,67 %  | +2,13 %  | 84          | −13       |
| Koalition für Bulgarien | 505.527   | 15,40 %  | −11,21 % | 39          | −45       |
| DPS                     | 487.134   | 14,84 %  | +3,53 %  | 38          | +2        |
| Reformblock             | 291.806   | 8,89 %   | +8,89 %  | 23          | +23       |
| Patriotische Front      | 239.101   | 7,28 %   | +4,08 %  | 19          | +19       |
| BBZ                     | 186.938   | 5,69 %   | +5,69 %  | 15          | +15       |
| Ataka                   | 148.262   | 4,52 %   | −2,78 %  | 11          | −12       |
| ABW                     | 136.223   | 4,15 %   | +4,15 %  | 11          | +11       |
| Sonstige                | 433.103   | 6,56 %   |          | —           |           |

## Präsidentschaftswahl 2016
2016 wurde der von der Sozialistischen Partei unterstützte parteilose Rumen Radew mit deutlicher Mehrheit vor der konservativen GERB-Kandidatin Zezka Zatschewa zum Präsidenten gewählt. Der konservative Ministerpräsident Bojko Borissow trat daraufhin zurück.

## Parlamentswahl 2017
Die Wahl zum 44. Narodno Sabranie fand am 26. März 2017 statt. Die GERB konnte dabei ihre Stellung als stärkste Partei behaupten, obwohl die Sozialisten über 10 Prozent hinzugewannen. Die Minderheitenpartei DPS und die Vereinigten Patrioten verloren Stimmen; der Reformblock scheiterte an der 4-Prozent-Hürde. Erstmals ins Parlament schaffte es die Partei Wolja.

## Europawahl 2019
Die Europawahl am 26. Mai 2019 ergab in Bulgarien einen Wahlsieg der GERB vor den Sozialisten mit der Minderheitenpartei DPS als dritter Kraft. Die nationalistische Partei IMRO-BNB verlor an Unterstützung, erhielt aber noch einmal 2 Sitze im Europäischen Parlament. Erstmals trat das bürgerliche Wahlbündnis "Demokratisches Bulgarien" bei einer Wahl an und erzielte 6,1 % der Wählerstimmen und einen der 17 in Bulgarien zu vergebenden Parlamentssitze.

## Wahlen 2021

### Parlamentswahl April 2021
Die Wahl zum 45. Narodno Sabranie fand am 4. April 2021 statt. GERB verlor, wurde aber noch einmal stärkste Kraft im Parlament. Die Sozialisten verloren fast die Hälfte ihrer Stimmen. Neu ins Parlament kamen die Partei "Es gibt ein solches Volk" (ITN) des Musikers Slawi Trifonow und die Plattform Maja Manolowas, "Steh auf! Mafia raus!" (ISMV). Die DPS konnte ihr Ergebnis in etwa halten. Die liberale Partei "Demokratisches Bulgarien" erreichte gut 9 Prozent. Die nationalistischen Parteien und Wolja verpassten den Wiedereinzug in die Nationalversammlung.

### Parlamentswahl Juli 2021
Bei der vorgezogenen Neuwahl zur 46. Nationalversammlung am 11. Juli 2021 konnte ITN die GERB überflügeln und wurde stärkste Partei. Die sozialistische BSP stabilisierte sich auf niedrigem Niveau und wurde knapp drittstärkste Kraft; auch die DPS blieb stabil. Das "Demokratische Bulgarien" legte auf etwa 12 Prozent zu. ISMV schaffte wieder den Einzug ins Parlament.

## Wahlen 2023

### Parlamentswahl April 2023
Am 2. April 2023 fand in Bulgarien eine vorgezogene Parlamentswahl statt, um die Mitglieder der 49. Nationalversammlung zu wählen. Die Neuwahl war notwendig geworden, da die Regierungsbildung in der 48. Legislative scheiterte. Nach der Verfassung sind nach einer Parlamentswahl in Bulgarien nur drei Versuche möglich, um eine Regierung zu bilden. Wenn alle drei Versuche der Regierungsbildung misslingen, muss der Präsident per Erlass eine Neuwahl anberaumen, das Parlament auflösen und eine Übergangsregierung einsetzen. Es wurde zum fünften Mal innerhalb von zwei Jahren die Nationalversammlung neu gewählt.
Die Wahlbeteiligung lag bei 40,6 Prozent, leicht über der bei der Wahl im Oktober 2022, wobei die höchste im 23. Wahlkreis der bulgarischen Hauptstadt Sofia und die niedrigste in der Region Kardschali, einer traditionellen Hochburg der DPS, gemessen wurde. Gewählt wurden die 240 Abgeordneten der bulgarischen Nationalversammlung, des Narodno Sabranie.
Die Koalition GERB-SDS gewann die Parlamentswahlen mit einem Vorsprung von fast 2 % vor der Koalition der Wir setzen den Wandel fort-Demokratisches Bulgarien (PP-DB).

## Wahlen 2024
Am 9. Juni 2024 wurde neben der Wahl zum EU-Parlament in Bulgarien auch eine Wahl zum nationalen Parlament durchgeführt.